# Колкер, Александр Наумович
Алекса́ндр Нау́мович Ко́лкер (28 июля 1933, Ленинград — 1 августа 2023, Санкт-Петербург) — советский и российский композитор, заслуженный деятель искусств РСФСР (1981).
Автор свыше ста песен, в том числе «Туман», «Дождик», «Парень с Петроградской стороны», «Карелия», «Шагает, шагает…», «Стоят девчонки», «Опять плывут куда-то корабли», «Весенний Ленинград», «Красивые слова», «Ночной трамвай», «Рябина», «Танцуем пока танцуется» и других. Автор музыки к нескольким кинофильмам.

## Биография
Родился 28 июля 1933 года в Ленинграде в еврейской семье. Отец Наум Иосифович Колкер — сотрудник НКВД, мать Софья Григорьевна — домохозяйка.
В 1950 году окончил музыкальную школу по классу скрипки, а в 1956 году — Ленинградский электротехнический институт (ныне Санкт-Петербургский государственный электротехнический университет), во время обучения в котором занимался на семинарах самодеятельных композиторов Ленинграда по классу Иосифа Пустыльника и писал музыку к студенческим спектаклям. В интервью Татьяне Трубачевой, ведущей цикла "Радиоклуб «Досуг» программы «Пулковский меридиан» Радио России — Санкт-Петербург, А. Н. Колкер с юмором вспоминал о столь бурной творческой активности вне связи с научно-учебной деятельностью студентов тогдашнего ЛЭТИ, что она принесла вузу такую неофициальную расшифровку аббревиатуры его названия, как «Ленинградский эстрадно-театральный институт с лёгким электротехническим уклоном». По окончании института получил распределение в заводскую лабораторию, где и начал трудовую деятельность.
С 1958 года стал профессиональным композитором. Большинство песен написано в соавторстве с Кимом Рыжовым и впервые исполнено супругой композитора Марией Пахоменко. Песни Колкера вошли в репертуар Лидии Клемент, Майи Кристалинской, Эдуарда Хиля, Иосифа Кобзона, Муслима Магомаева и других известных исполнителей эстрадного жанра.
Помимо песен, известны его мюзиклы, оперетты, рок-оперы и музыка к театральным спектаклям и фильмам. Произведения Колкера для музыкального театра были поставлены во многих городах России, в Болгарии, Польше, Германии, Чехии, Финляндии. Автор книги «Лифт вниз не поднимает!».
В марте 2012 года Колкер стал жертвой нападения в лифте собственного дома. Тогда злоумышленник похитил у него 6 тыс. рублей. Месяцем ранее композитор сообщал об исчезновении своей супруги Марии Пахоменко. В итоге певицу нашли в супермаркете на улице Савушкина.
20 февраля 2022 года на Колкера в парадной его дома по набережной Чёрной речки, дом 61 напал житель Южно-Сахалинска Иван Худяков, трижды ударив его ножом. Колкер получил ножевое ранение. По сообщениям прокуратуры, преступление было совершено на почве неприязни — напавший был поклонником Марии Пахоменко. Свои действия обвиняемый объяснил тем, что Колкер недостойно обращался со своей женой.
Скончался 1 августа 2023 года в Санкт-Петербурге на 91-м году жизни.
Похоронен 8 августа 2023 г. в Санкт-Петербурге на Смоленском кладбище (пересечение Богоявленской и Ивановской дорожек).

## Семья

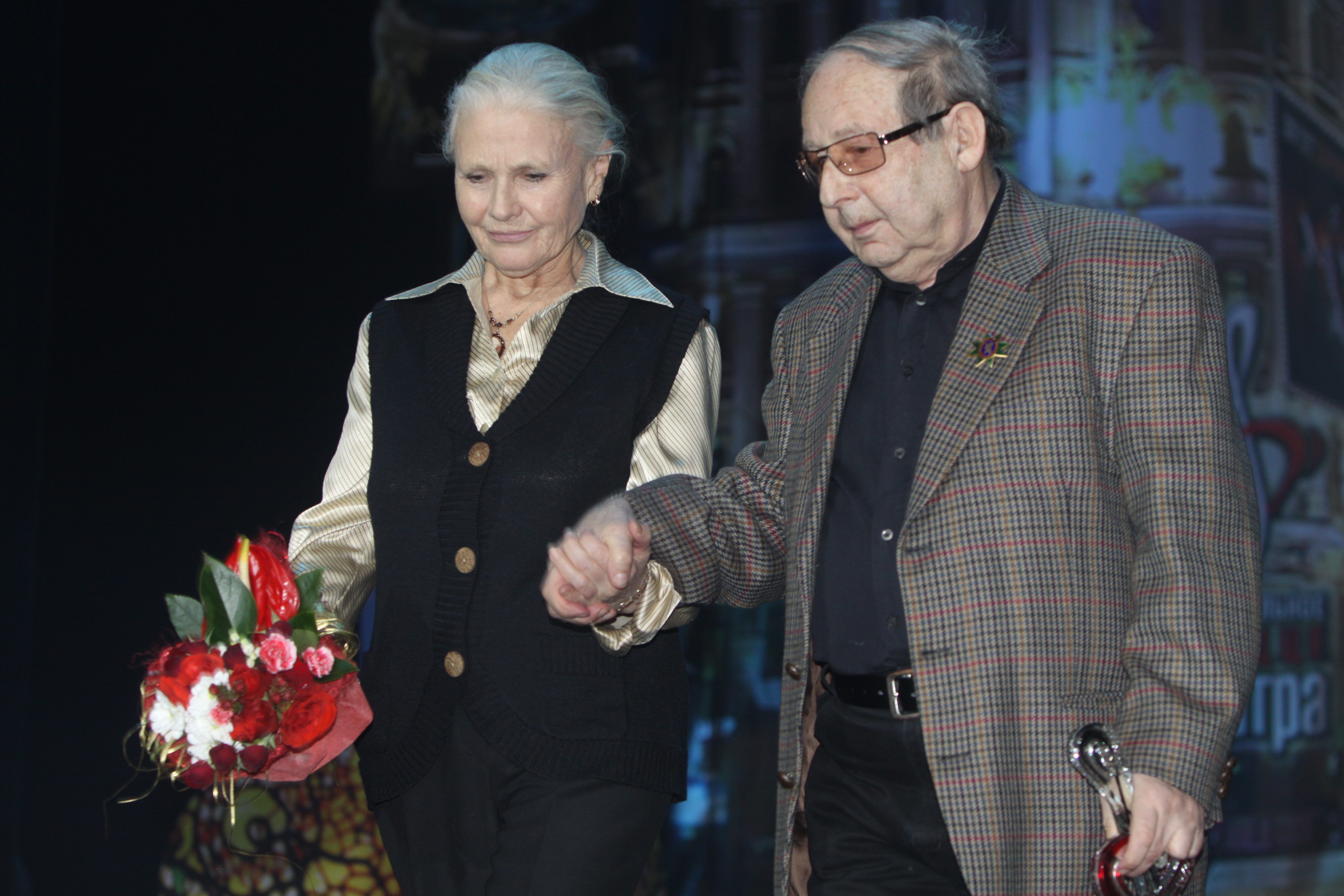
Александр Колкер с женой Марией Пахоменко 2009 год

Первая жена — Маргарита Дмитриевна Стрыгина (род. 1932).
Вторая жена (1958—2013) — Мария Леонидовна Пахоменко (25 марта 1937 — 8 марта 2013), эстрадная певица. Народная артистка России. Похоронена на Комаровском кладбище в посёлке Комарово в Санкт-Петербурге.
- Дочь — Наталья Александровна Пахоменко (род. 1960), в 1982 году окончила режиссёрский факультет ЛГИТМиКа, в течение десяти лет солировала в «Ленконцерте», в конце 1980-х годов в программе «Счастливый аккорд» на Ленинградском радио  исполнила песню «Пластилиновые облака», позже вышла пластинка с таким же названием с песнями Натальи. Исполнила несколько эпизодических ролей в фильмах. 15 лет работала в детском музыкальном театре, преподаёт актёрское мастерство в Академии культуры[6].
  - Внучка — Мария Пахоменко. После школы училась на факультете журналистики Санкт-Петербургского университета, в студенчестве работала на «Радио России» и снималась в фильмах. Затем жила в Израиле.

## Популярные песни
1. — А мы идём в кино (К. Рыжов) Елена и Татьяна Зайцевы
2. — Аэрофлот (К. Рыжов) ВК «Аккорд»
3. — Весенний Ленинград (М. Ромм) Эдуард Хиль
4. — Весна (К. Рыжов) Детский хор Ленинградского ГТР
5. — Горожанка (А. Ольгин) Эдуард Хиль
6. — День и ночь (Л. Норкин) Лидия Клемент
7. — Дождик (К. Рыжов) Ольга Кравченко, Нонна Суханова
8. — Евсеенки-Пахоменки (А. Колкер) Мария Пахоменко
9. — Если б не было в мире влюблённых (Л. Норкин) Лидия Клемент, Мария Пахоменко
10. — Если это любовь (К. Рыжов) Мария Пахоменко
11. — Журавль в небе (К. Рыжов) Мария Пахоменко и Эдуард Хиль
12. — Зависть (К. Рыжов) Муслим Магомаев, Анатолий Королёв, Павел Кравецкий
13. — Как снимается кино (К. Рыжов) из к/ф «Волшебная сила искусства»
14. — Карелия (М. Гиндин, Г. Рябкин, К. Рыжов) Лидия Клемент, Валентина Дворянинова, Мария Пахоменко
15. — Красивые слова (К. Рыжов) Мария Пахоменко
16. — Крик (К. Рыжов) Алиса Фрейндлих и Михаил Боярский
17. — Куплеты Волокитова (К. Рыжов) Ким Рыжов
18. — Ласточка (Г. Горбовский) Мария Пахоменко
19. — Луна и песня (О. Снопков) Георг Отс, Эдуард Хиль
20. — Мне выпало счастье (К. Рыжов) Мария Пахоменко
21. — Молитва Марты (К. Рыжов) Алиса Фрейндлих
22. — Моя Россия (К. Рыжов) Мария Пахоменко
23. — Мы войны не знали (Д. Иванов) Мария Пахоменко
24. — Не ошибись (К. Рыжов) Иосиф Кобзон, Анатолий Королёв, Мария Пахоменко
25. — Не спеши (К. Рыжов) Валентина Асташенко
26. — Несгибаемый студент (К. Рыжов) ВК «Аккорд»
27. — Неспетая песня (Л. Норкин) Эдуард Хиль
28. — Ночь весенняя (К. Рыжов) Ольга Кравченко
29. — Ночной трамвай (К. Рыжов) Дмитрий Ромашков
30. — Ну, расстались (К. Рыжов) Елена Дриацкая
31. — Опять плывут куда-то корабли (И. Кашежева) Анна Герман, Майя Кристалинская[7], Нина Пантелеева, Мария Пахоменко, Эдуард Хиль
32. — Откуда ты возникла, жизнь (Г. Алексеев) Елена Дриацкая
33. — Пан Ковальский (К. Рыжов) Мария Пахоменко
34. — Парень с Петроградской стороны (К. Рыжов) Ким Рыжов
35. — Песенка малыша (П. Ватник) Алиса Фрейндлих
36. — Песенка почтальона (Л. Норкин) Лидия Клемент
37. — Песня солдата (Г. Алексеев) Виктор Кривонос, Эдуард Хиль
38. — Песня учительницы (К. Рыжов) Людмила Сенчина
39. — Печальная (К. Рыжов) ВК «Аккорд», Мария Пахоменко
40. — Позвольте мне (К. Рыжов) Алиса Фрейндлих и Михаил Боярский
41. — Принцесса и Синяя страна (В. Иверни) Мария Пахоменко
42. — Проводы (А. Гаев) Эдуард Хиль
43. — Прощание с морем (К. Рыжов) Геннадий Бойко, Эдуард Хиль
44. — Птенчики (А. Ольгин) Мария Пахоменко и Эдуард Хиль
45. — Репортёр (К. Рыжов) ВК «Аккорд», ВИА «Садко», Мария Пахоменко
46. — Рябина (К. Рыжов) Виктор Кривонос, Мария Пахоменко
47. — Сила любви (К. Рыжов) Мария Пахоменко
48. — Слова (К. Рыжов) Алиса Фрейндлих и Михаил Боярский
49. — Справедливая Россия (К. Рыжов) Мария Пахоменко
50. — Стоят девчонки (К. Рыжов) Мария Пахоменко, Гелена Великанова
51. — Сусальная Россия (В. Панфилов) Александр Колкер
52. — Талнах (И. Кашежева) Эдуард Хиль
53. — Танцуем пока танцуется (К. Рыжов) Михаил Боярский, Мария Пахоменко
54. — Твои одногодки (И. Кашежева) Вячеслав Бесценный, Муслим Магомаев
55. — Туман (К. Рыжов) Жанна Бичевская, Виктор Вуячич, Максим Леонидов, Станислав Пожлаков, Эдуард Хиль, Егор Летов
56. — Утоли мои печали (И. Кашежева) Мария Пахоменко
57. — Утро (К. Рыжов) Алиса Фрейндлих и Михаил Боярский
58. — Хохлома (М. Рябинин) Мария Пахоменко
59. — Что бы ни случилось (М. Рябинин) Мария Пахоменко
60. — Чудо-кони (К. Рыжов) Ольга Вардашева, Мария Пахоменко
61. — Шагает, шагает (Л. Куклин) Мария Пахоменко
62. — Эй, ухнем! (К. Рыжов) Виктор Вуячич, Мария Пахоменко, Дмитрий Ромашков
63. — Я жду (К. Рыжов) Ольга Кравченко

## Театральные работы

### Музыка к драматическим спектаклям
«Весна в ЛЭТИ» (1953), «Безупречная репутация» (1962), «Как поживаешь, парень?» (1962), «Памятник себе» (1963), «Сор из избы» (1963), «Горестная жизнь шуга» (1963), «Иду на грозу» (1964), «Человек и джентльмен» (1968), «Малыш и Карлсон» (1969), «Интервью в Буэнос-Айресе» (1976) и др.

### Музыкальные спектакли
1. 1956 — оперетта «Белая ворона»
2. 1966 — музыкальная комедия «Этим вечером случилось» (либретто В. Дыховичного, М. Слободского, В. Масса и М. Червинского)
3. 1967 — мюзикл «Неизвестный с хвостом» (либретто С. Прокофьевой, стихи К. Рыжова)
4. 1969 — мюзикл «Ловите миг удачи» (либретто К. Рыжова)
5. 1970 — оперетта «Журавль в небе» (либретто К. Рыжова)
6. 1971 — мюзикл «Сказка про Емелю» (либретто Б. Сударушкина, стихи К. Рыжова)
7. 1973 — мюзикл «Свадьба Кречинского» (по пьесе А. Сухово-Кобылина, либретто К. Рыжова)
8. 1974 — мюзикл «Ой да ты, Садко» (либретто М. Гиндина)
9. 1975 — музыкально-драматическая поэма «Жар-птица» (либретто Г. Алексеева)
10. 1977 — музыкальная комедия «Труффальдино из Бергамо» (по пьесе К. Гольдони, либретто В. Воробьева и К. Рыжова)
11. 1977 — мюзикл «Дело» (по пьесе А. Сухово-Кобылина, либретто К. Рыжова)
12. 1979 — музыкальная комедия «Дачный роман» (либретто В. Константинова и Б. Рацера)
13. 1983 — музыкальная комедия «Последняя любовь Насреддина» (либретто В. Константинова и Б. Рацера)
14. 1983 — опера-фарс «Смерть Тарелкина» (по пьесе А. Сухово-Кобылина, либретто А. Вербина и А. Колкера)
15. 1984 — оперетта «Товарищи и артисты» (либретто В. Константинова и Б. Рацера)
16. 1985 — рок-опера «Овод» (либретто А. Яковлева)
17. 1993 — мюзикл «Гадюка» (либретто К. и В. Панфиловых)

## Музыка к фильмам
1. 1966 — Летим в океан
2. 1966 — Белая ночь
3. 1967 — Личная жизнь Кузяева Валентина
4. 1967 — Хроника пикирующего бомбардировщика[8]
5. 1968 — Адрес песен — молодость
6. 1969 — Завтра, третьего апреля…
7. 1969 — Поющие гитары
8. 1970 — А людям песня так нужна…
9. 1970 — Волшебная сила
10. 1971 — Бой с тенью
11. 1971 — Поёт Мария Пахоменко
12. 1972 — Последние дни Помпеи
13. 1974 — Свадьба Кречинского
14. 1975 — Любовь останется
15. 1976 — Труффальдино из Бергамо
16. 1978 — Уходя — уходи
17. 1979 — Путешествие в другой город
18. 1979 — Трое в лодке, не считая собаки
19. 1980 — Мелодия на два голоса
20. 1981 — Три новеллы о любви
21. 1981 — Два голоса
22. 1982 — Никто не заменит тебя
23. 1989 — Смерть Тарелкина

## Награды и премии
- Премия Ленинского комсомола (1968)
- Лауреат фестиваля Песня-71 за песню «Погоди же ты» (исполнитель Эдуард Хиль)[9]
- заслуженный деятель искусств РСФСР (1981)
- Национальная премия «Музыкальное сердце театра» в номинации «Лучшая музыка (композитор)» за спектакль «Гадюка» в Новосибирском театре музыкальной комедии (2009)
- Почётный гражданин Республики Карелия за создание песни «Карелия» (2009)[10]
- Орден «Сампо» (28 октября 2019) — за особо выдающиеся заслуги перед Республикой Карелия и её жителями в области культуры, искусства, науки, спорта, здравоохранения, государственного строительства и особо выдающиеся достижения в экономической, социально-культурной, государственной и общественной деятельности